# Mittelafrika

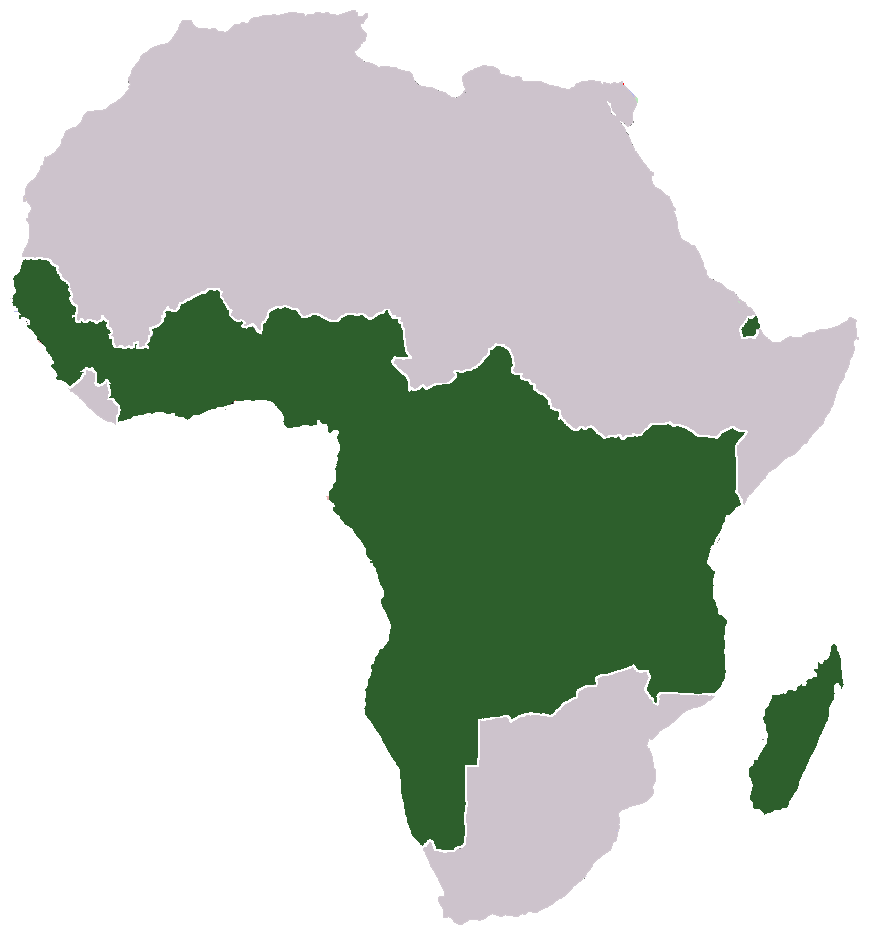
Planificación alternativa en 1918, incluyendo la absorción de colonias francesas en África Occidental y Central

Mittelafrika ("África Central") es el nombre creado para una región geostratégica  situada en África central y del este. Como Mitteleuropa, expresa el objetivo de política extranjera de Alemania, con anterioridad a la Primera Guerra Mundial, suyjugar la región bajo dominación alemana. La diferencia es que Mittelafrika presumiblemente sería una aglomeración de colonias alemanas en África, mientras Mitteleuropa estuvo conceptualizado como zona colchón entre Alemania y Rusia para ser protegido con estados títere.

## Concepto
El pensamiento estratégico alemán era que si la región entre las colonias de África Oriental alemana (Ruanda, Burundi, y Tanzania menos la isla de Zanzíbar), África del Sudoeste Alemana (Namibia menos la Bahía Walvis), y Camerún podrían ser anexionadas, una entidad contigua podría ser creada cubriendo el ancho del continente africano entre Atlántico al océano Índico. Dado riqueza en recursos naturales del Congo Belga. Sólo esta región acumularía riqueza considerable al poder colonizador a través de la explotación de recursos naturales, así como contribuyendo a otro objetivo alemán de auto-suficiencia económica.
Los inicios del concepto son en la década de 1890, cuándo el entonces Canciller de Alemania, Leo von Caprivi, obtuvo la Franja de Caprivi en el Tratado de Heligoland–Zanzíbar.Esta adición al Sudoeste de África alemán anexó la colonia al Río Zambeze. Los imperios Alemán y Británico compitieron por la región qué ahora comprende Zimbabue, Zambia, y Malaui. Cecil Rhodes, en favor del británico, que colonizó exitosamente la última región (renombrada como Rodesia, antes Rhodes). Alemania también hablada con Gran Bretaña para presionar a su aliado, Portugal, a cederle las colonias de Angola y Mozambique a ellos. Los británicos, aun así, tuvieron acuerdos de comercio preferente con Portugal, quien era un aliado fiable, y aunque los planes para una partición eventual de las colonias portuguesas estuvieron trazados, Gran Bretaña así vería su posición colonial en África severamente debilitada en caso estuvieron aplicados, desde donde los alemanes podrían entonces cortar sus líneas de comunicación entre el Cairo y el Cabo.  Estos planes eran posiblemente sólo para ser utilizados como último para apaciguar a Alemania en caso de que quisiese interrumpir el equilibrio de poder en Europa. Aun así, los intereses de política exterior alemanes eran en los años subsiguientes principalmente dirigidos en obtener el dominio en Europa, y no en África, así que finalmente se dejó de lado. De hecho, probablemente los conceptos alemanes de un "Mittelafrika" estuvieron diseñados para poner presión encima Gran Bretaña para tolerar el dominio alemán en el continente europeo, y no al revés, y las concesiones coloniales nunca aplacasen al Imperio alemán, seguramente los políticos británicos se dieron cuenta a tiempo.

## Consecuencias
Las aspiraciones de Alemania en Mittelafrika estuvieron incorporadas a los objetivos de Alemania en la Primera Guerra cuando Alemania esperó ser capaz de obtener el Congo Belga al derrotar a Bélgica en Europa. La plena realización de Mittelafrika dependía de una victoria alemana en Primera Guerra Mundial en el teatro europeo, donde Gran Bretaña sería forzada a negociar y ceder sus colonias en Rodesia a Alemania por un dominio-alemán en Europa a través del Canal de la Mancha; se esperaba que un triunfo total sobre Francia también causara una expansión colonial alemana a costa de los intereses franceses. 
En el curso de la guerra real, el estancamiento bélico en Europa a fines de 1914 impidió a Alemania imponer el plan de Mittelafrika a sus enemigos, que no vieron sus colonias ultramarinas amenazadas. Además las aspiraciones alemanas nunca fueron emparejadas por acontecimientos en el teatro africano de la guerra pues las colonias alemanas (Camerún, Togo, Tanzania, y Namibia) estaban muy aisladas entre sí para formar una defensa coherente y conjunta. Las guarniciones germanas en África eran muy inferiores en efectivos militares para defenderse de ataques franco-británicos y así, hacia mediados de 1915, casi todo el imperio colonial africano de Alemania había sido tomado por los Aliados, y la única presencia militar alemana en África eran las guerrillas germanas en Tanzania del general Lettow-Vorbeck.